# جیمز اف. تروتر
جیمز اف. تروتر (به انگلیسی: James Fisher Trotter) سناتور سابق عضو حزب دموکرات ایالات متحده آمریکا بود. وی در سال ۱۸۳۸ میلادی سناتور ایالت میسیسیپی در سنای ایالات متحده آمریکا بود.